# Saint-Pierre (Réunion)
Saint-Pierre is de op drie na grootste gemeente van het Franse overzeese departement Réunion. De gemeente is gelegen in het zuidwesten van het eiland en had in 2004 een bevolking van 74.000 inwoners op een oppervlakte van 95,99 km². De agglomeratie die Saint-Pierre vormt met Le Tampon telt 140.700 inwoners, en is daarmee de op een na grootste van het eiland. Saint-Pierre wordt beschouwd als de hoofdstad van de Franse Zuidelijke Gebieden ondanks dat het buiten dit territorium gelegen is.
De plaats ligt aan de rivier d'Abord. Saint-Pierre is een toeristische trekpleister door zijn stranden, die beschermd liggen achter een rif. Er is een haven met plaatsen voor ongeveer 400 boten, zowel vissersboten als pleziervaartuigen. In 1989 vernielde een cycloon de haven van Saint-Pierre. De wederopbouw duurde tien jaar.
Naast de hoofdplaats Saint-Pierre telt de gemeente verschillende dorpen, waaronder Terre Sainte, een vissersdorp, en Tanambo, een voormalige sloppenwijk.
De luchthaven Saint-Pierre Pierrefonds ligt op ongeveer 5 km ten westnoordwesten van Saint-Pierre.

## Bezienswaardigheden
- Het stadhuis was vroeger een pakhuis van de Compagnie des Indes orientales. Het werd gebouwd in 1770 en heeft een gevel van bijna 40 m breed.
- De overdekte markt.
- De rooms-katholieke Sint-Pieter en Sint-Pauluskerk (église St-Paul et St-Pierre).
- De Attayab-ul-Massâdid-moskee werd gebouwd tussen 1972 en 1975 en heeft een minaret van 42 meter hoog. De moskee verving een kleinere moskee van het begin van de 20e eeuw.
- De hindoeïstische tempels van Shri Maha Badra Karli (20e eeuw) en Narassigua-Peroumal (19e eeuw).
- De rumstokerij Isautier et het Musée La Saga du Rhum.

## Geboren in Saint-Pierre
- Jean-Baptiste Lislet Geoffroy (1755-1836), wetenschapper
- Jackson Richardson (1969), handballer
- Didier Agathe (1975), voetballer
- Florent Sinama-Pongolle (1984), voetballer
- Valérie Bègue (1985), Miss France 2008
- Dimitri Payet (1987), voetballer
- Zacharie Boucher (1992), voetballer
- Donavan Grondin (2000), wielrenner